# ژو یامینگ
ژو یامینگ (انگلیسی: Zhu Yaming؛ زادهٔ ۴ مه ۱۹۹۴) ورزشکار پرش سه‌گام اهل چین است.
وی در مسابقات کشوری و بین‌المللی در مجموع برندهٔ ۱ مدال نقره شده‌است.